# Xưởng đóng tàu Ba Son
Xưởng đóng tàu Ba Son là một cơ sở đóng tàu nằm bên sông Sài Gòn tại Thành phố Hồ Chí Minh trước đây, từng tồn tại từ giữa thế kỷ 19 đến năm 2016. Vốn là xưởng Thủy được chúa Nguyễn Ánh cho xây dựng vào khoảng năm 1791, khu vực này về sau được người Pháp nâng cấp thành một công xưởng hiện đại, lần lượt được quản lý bởi Hải quân Pháp, Hải quân Việt Nam Cộng hòa rồi Tổng công ty Ba Son. Vào năm 1911, xưởng được đánh giá là xây dựng và trang bị vào loại hiện đại nhất khu vực Đông Nam Á. Đến năm 2016, sau khi Tổng công ty Ba Son di dời các nhà máy về tỉnh Bà Rịa – Vũng Tàu, hầu hết các cơ sở vật chất tại đây bị phá bỏ để xây dựng khu trung tâm phức hợp Sài Gòn – Ba Son.

## Vị trí

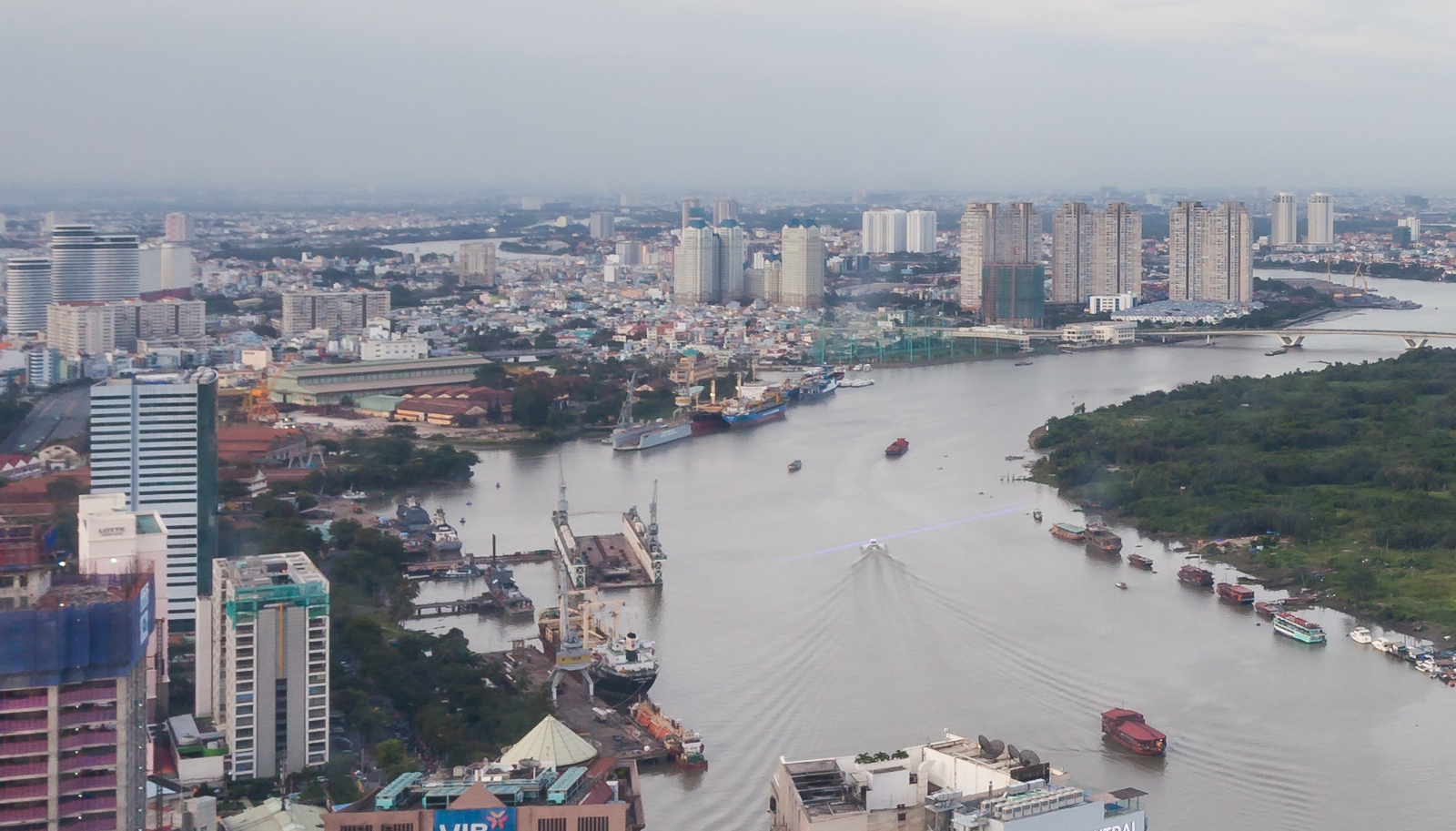
Khu vực xưởng Ba Son nhìn từ Bitexco Financial Tower vào năm 2013

Khu xưởng đóng tàu Ba Son có diện tích hơn 22,5 ha, tọa lạc tại phường Bến Nghé, Quận 1, trung tâm Thành phố Hồ Chí Minh, được giới hạn bởi sông Sài Gòn, rạch Thị Nghè và hai con đường Tôn Đức Thắng, Nguyễn Hữu Cảnh.

## Lịch sử

### Xưởng Chu sư thời Nguyễn
Sau khi thu phục lại Gia Định vào năm 1788, Nguyễn Ánh đã cho xây dựng nhiều công trình quân sự tại đây, trong đó có xưởng Chu Sư (còn gọi là xưởng Thủy), vào năm 1791. Trịnh Hoài Đức trong Gia Định thành thông chí vào năm 1820 đã mô tả xưởng Chu sư như sau:
Ở cách phía đông thành độ 1 dặm dọc theo bờ sông Tân Bình quanh theo sông Bình Trị nhà làm gác để hải đạo thuyền (đồ thủy chiến sở trường của nước Nam) chiến hạm, ghe sơn đen, ghe sơn đỏ (phàm những thuyền đều thông xưng là ghe, dùng làm chiến cụ, ghe ấy lớn và dài, dày và bền, có đặt nhiều mái chèo, ngoài sơn dầu đen gọi là ghe đen, sơn đỏ gọi là ghe đỏ) và ghe lê (ghe thuyền đều chạm trổ vẽ vời từ đầu đến đuôi gọi là ghe lê) cùng là dụng cụ thủy chiến. Xưởng dài đến 3 dặm.

### Thời Pháp thuộc

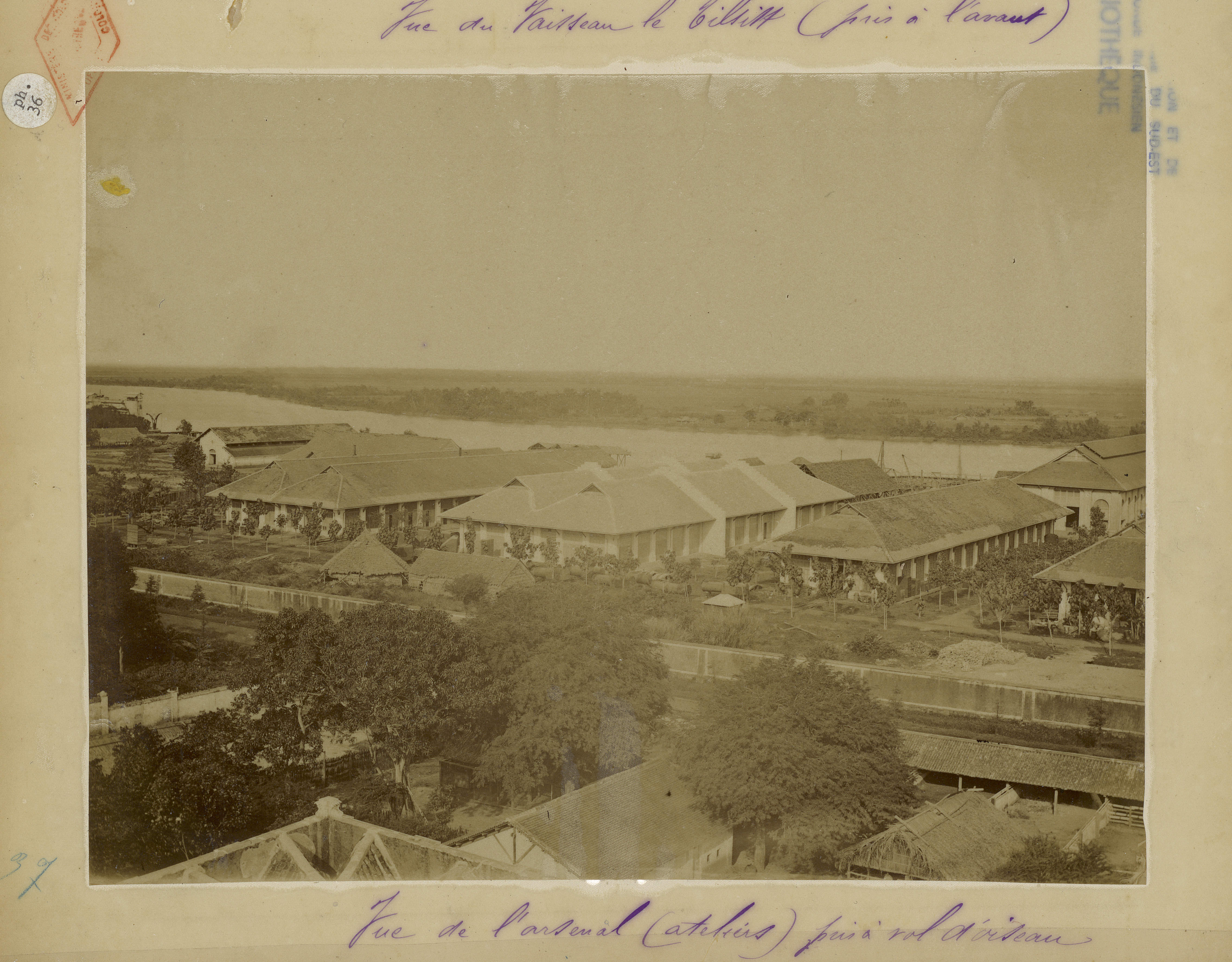
Khối nhà xưởng trong công xưởng hải quân Sài Gòn vào cuối thế kỷ 19

Sau khi chiếm được Sài Gòn vào năm 1859, người Pháp bắt đầu nâng cấp xưởng Chu sư. Ngày 28 tháng 4 năm 1863, chính quyền ban hành sắc lệnh chính thức xây dựng công xưởng hải quân Arsenal de Saigon. Ngày 6 tháng 4 năm 1864, một ụ tàu nhỏ dài 72 m được khánh thành. Đến ngày 16 tháng 8 năm 1866, để đáp ứng nhu cầu ngày càng cao của Hải quân Pháp, công xưởng đã mua một đốc nổi bằng sắt dài 91,44 m và rộng 28,65 m.
Năm 1884, ụ tàu lớn của công xưởng được khởi công xây dựng, đến năm 1888 hoàn thành. Ụ này có chiều dài lên đến 168 m, có thể tiếp nhận những tàu chiến lớn nhất lúc bấy giờ.

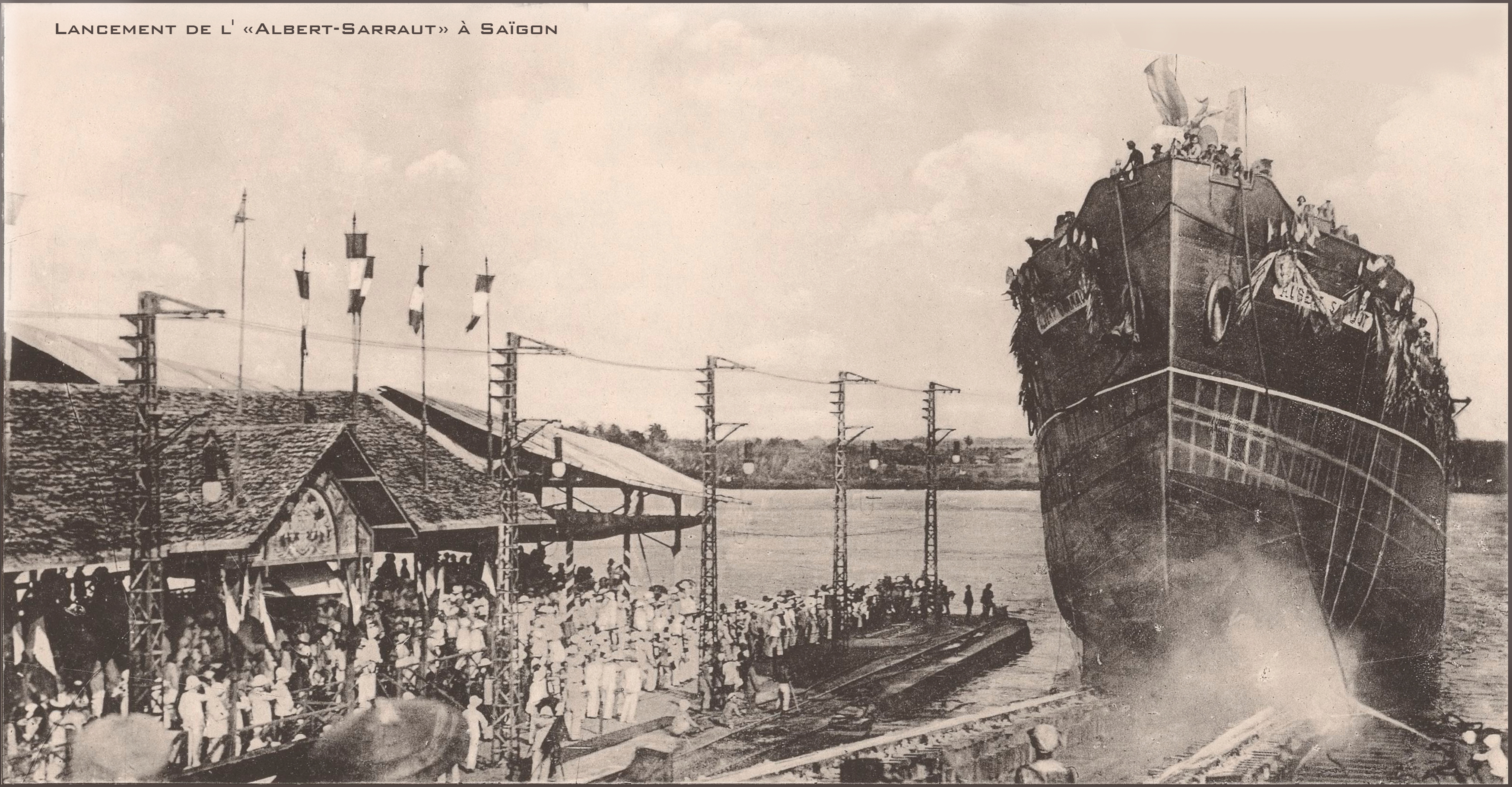
Lễ hạ thủy tàu Albert Sarraut (đặt theo tên Toàn quyền Đông Dương Albert Pierre Sarraut) tại công xưởng hải quân Sài Gòn

Giai đoạn tiếp theo, công xưởng hải quân Sài Gòn tiếp tục được nâng cấp, quy mô được mở rộng đáng kể. Năm 1906, Toàn quyền Đông Dương quyết định thành lập Trường Cơ khí Á châu (L'école des Mécaniciens Asiatiques, nay là Trường Cao đẳng Kỹ thuật Cao Thắng) để đào tạo công nhân cho công xưởng. Đến năm 1918, công xưởng hải quân Sài Gòn đã đóng được các tàu lên đến 3.500 tấn. Ngày 6 tháng 4 năm 1921, con tàu Albert Sarraut đã hạ thủy tại công xưởng Ba Son, đây là con tàu hiện đại nhất tính đến thời điểm bấy giờ được đóng tại Sài Gòn.

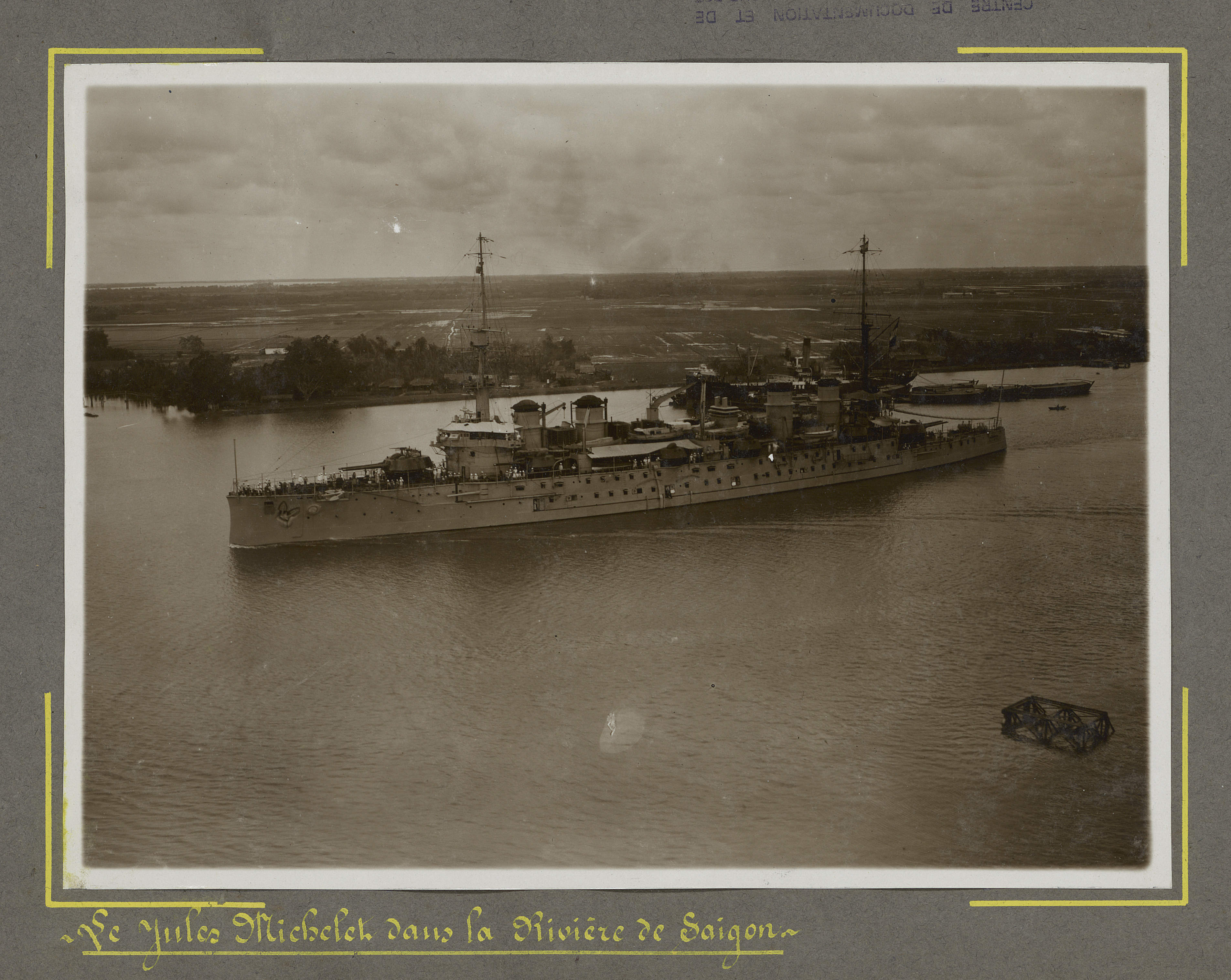
Con tàu Jules Michelet trên sông Sài Gòn vào khoảng năm 1930

Vào năm 1922, do là bên ký kết Hiệp ước Hải quân Washington, chính quyền Pháp phải giảm số lượng hạm đội ở Viễn Đông, công xưởng hải quân Sài Gòn cũng không còn được quan tâm đầu tư. Bên cạnh đó, vào thập niên 1920, phong trào công nhân tại Việt Nam phát triển ngày càng mạnh mẽ. Từ tháng 8 đến tháng 11 năm 1925, nhà cách mạng Tôn Đức Thắng đã vận động công nhân tại xưởng Ba Son bãi công đòi tăng lương, trì hoãn việc sửa chữa chiếc Đô đốc hạm Jules Michelet trong đoàn tàu chiến Pháp đang trên đường sang Trung Quốc. Bản thân ông cũng từng là một người thợ làm việc trong công xưởng.
Trong hai năm 1944–1945, trong Chiến dịch ném bom Đông Nam Á của khối Đồng Minh, khu công xưởng Ba Son bị hư hại một phần, tuy nhiên đến năm 1948–1949 thì được sửa chữa lại.

### Từ năm 1956 đến nay

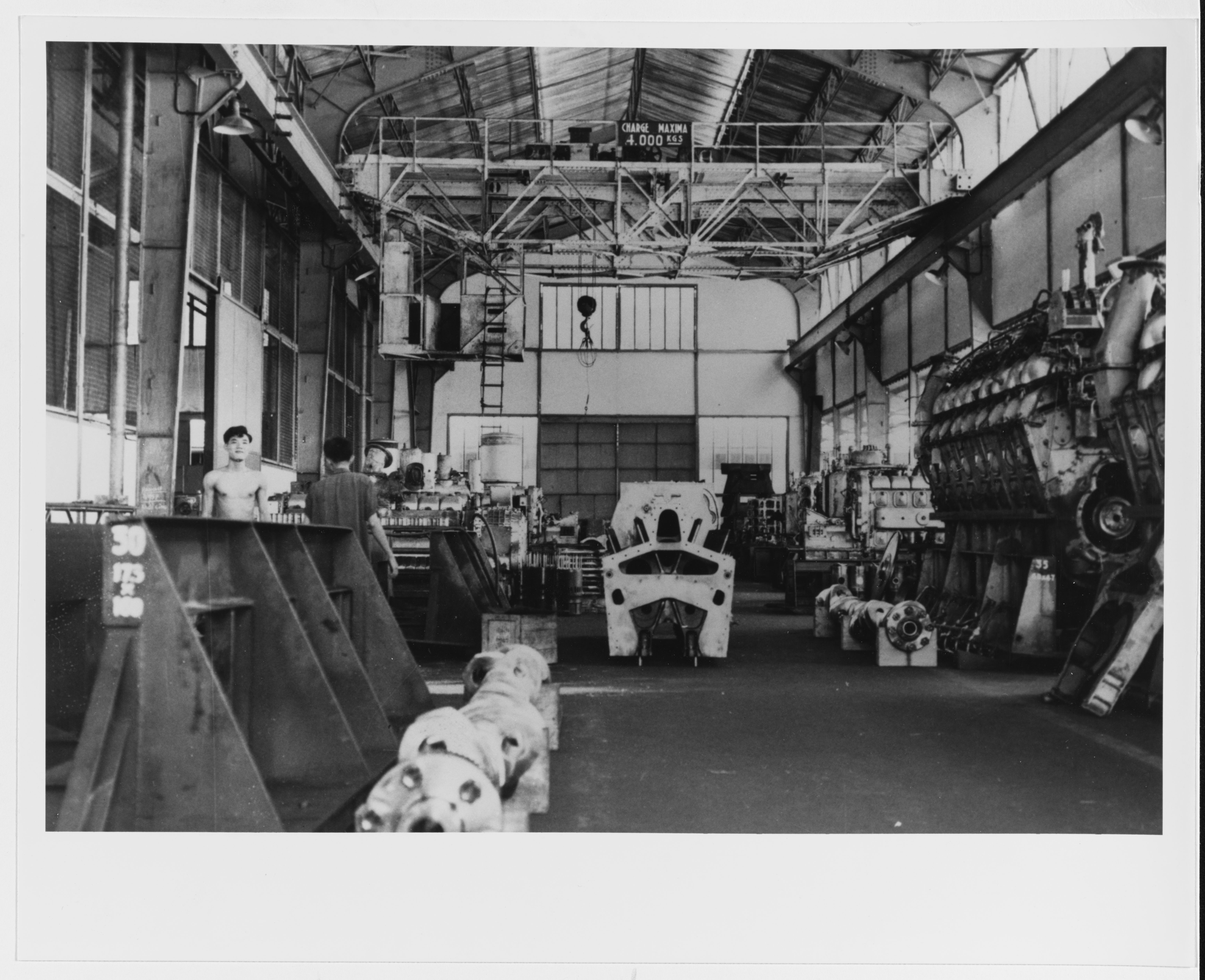
Bên trong một xưởng cơ khí của Hải quân Công xưởng vào năm 1958

Sau khi Pháp rút khỏi Đông Dương, khu công xưởng được bàn giao cho Hải quân Việt Nam Cộng hòa và được gọi là Hải quân Công xưởng. Sau năm 1975, công xưởng được Hải quân nhân dân Việt Nam tiếp quản và đến năm 1978 thì được giao cho Xí nghiệp Liên hợp Ba Son (nay là Tổng công ty Ba Son) khi doanh nghiệp này được thành lập.
Ngày 12 tháng 8 năm 1993, Bộ Văn hóa – Thông tin (nay là Bộ Văn hóa, Thể thao và Du lịch) công nhận Địa điểm Lưu niệm Chủ tịch Tôn Đức Thắng tại Xí nghiệp Liên hợp Ba Son là di tích lịch sử quốc gia.

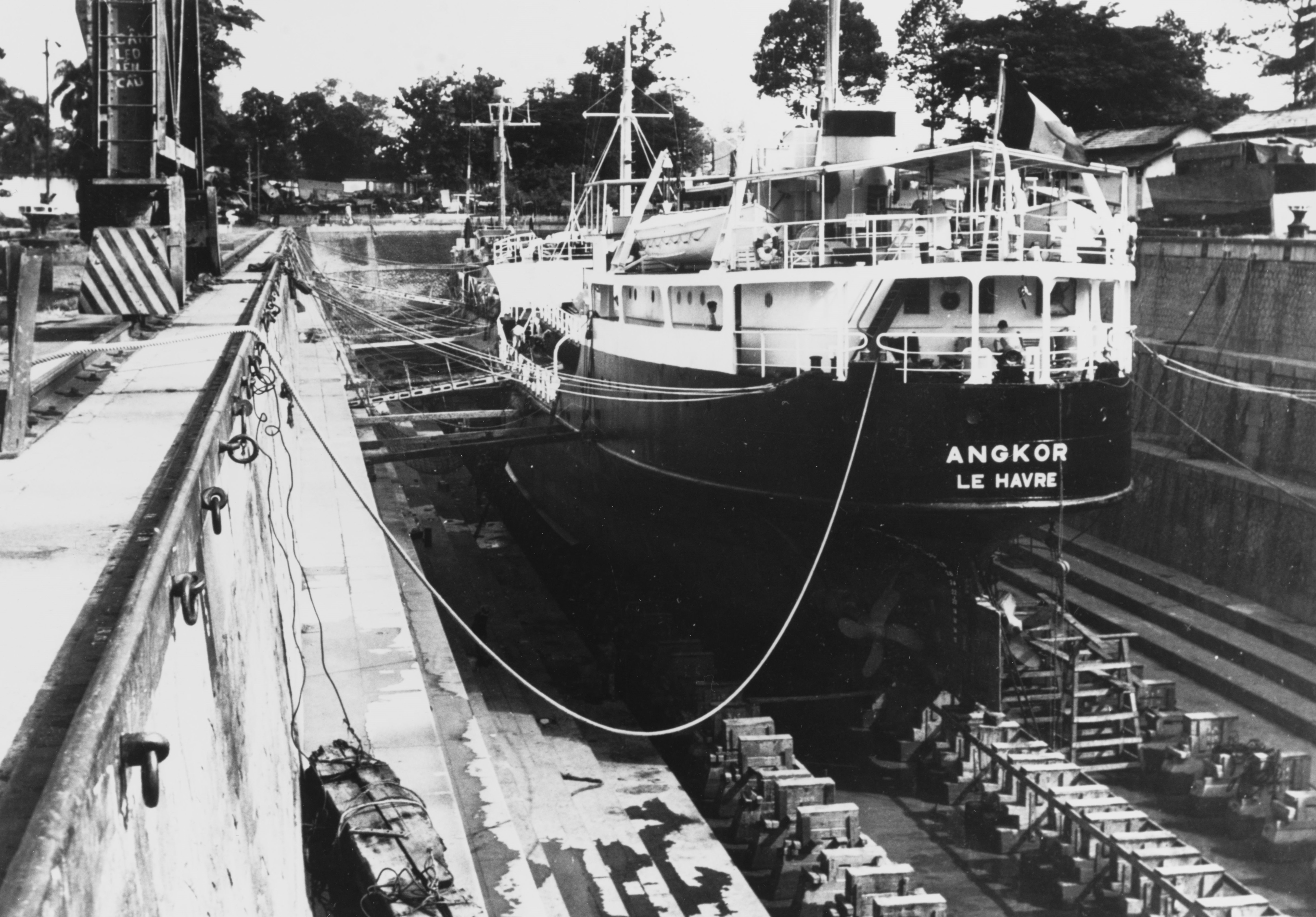
Ụ tàu lớn của Hải quân Công xưởng vào năm 1958

Năm 2004, Chính phủ Việt Nam đã có kế hoạch di dời nhà máy đóng tàu Ba Son đến khu vực cảng Cái Mép – Thị Vải, tỉnh Bà Rịa – Vũng Tàu và đến năm 2008, khi có chủ trương quy hoạch khu đất xưởng Ba Son thành khu đô thị phức hợp sau khi di dời nhà máy thì đã có nhiều ý kiến trái chiều về việc bảo tồn các công trình tại đây, đặc biệt là xưởng cơ khí (vốn là địa điểm được công nhận di tích lịch sử quốc gia vào năm 1993) và ụ tàu lớn (1884). Tuy nhiên, đến năm 2015 Bộ Quốc phòng vẫn quyết định không giữ lại nguyên trạng hai công trình này khi triển khai dự án Khu trung tâm phức hợp Sài Gòn – Ba Son. Hiện nay tại khu vực xưởng đóng tàu Ba Son chỉ còn lại một phần khối nhà xưởng, khối nhà làm việc, ụ tàu nhỏ, triền nề, hạ tầng sân đường, cây xanh...

## Tên gọi
Theo học giả Vương Hồng Sển, có ba giả thuyết về nguồn gốc tên gọi Ba Son:
- Thuyết thứ nhất cho rằng Ba Son là do đọc tắt cụm từ tiếng Pháp "mare aux poissons" (có nghĩa là ao cá). Do trước đây giữa công xưởng có một con kênh nhỏ nhưng rất nhiều cá tôm nên người Pháp rất thích câu cá ở đây. Về sau con kênh bị lấp đi nhưng tên gọi vẫn còn.[26]
- Thuyết thứ hai cho rằng trong công xưởng có một người thợ tên Son, là con thứ ba trong gia đình nên gọi như vậy.[27] Tuy nhiên ông cho rằng thuyết này vô căn cứ.
- Thuyết thứ ba cho rằng nguồn gốc của tên Ba Son là từ tiếng Pháp "bassin" trong "bassin de radoub" (tức ụ tàu).[28]